# Ihor Kalinin (Fußballspieler)
Ihor Olehowytsch Kalinin (ukrainisch Ігор Олегович Калінін, russisch Игорь Олегович Калинин Igor Olegowitsch Kalinin; * 11. November 1995 in Kertsch) ist ein ukrainisch-russischer Fußballspieler.

## Karriere

### Verein
Kalinin begann seine Karriere bei Illitschiwez Mariupol. Im April 2014 debütierte er gegen den PFK Sewastopol für die Profis von Illitschiwez in der Premjer-Liha. Dies blieb in der Saison 2013/14 sein einziger Einsatz. Nach drei weiteren Einsätzen zu Beginn der Saison 2014/15 löste er im September 2014 seinen Vertrag in Mariupol auf. Daraufhin wechselte er nach mehreren Monaten ohne Verein im Januar 2015 zum Ligakonkurrenten Sorja Luhansk. Für Sorja kam er bis Saisonende allerdings nie zum Einsatz. In der Saison 2015/16 absolvierte er bis zur Winterpause eine Partie in der Premjer-Liha, ehe er seinen Vertrag im Januar 2016 auflöste. In Luhansk war er beschuldigt worden, Spielmanipulationen für Spiele der U-19 des Vereins organisiert zu haben.
Nach neun Monaten ohne Klub wechselte er im September 2016 zum FK Sirka Kropywnyzkyj. Für Sirka kam er bis zur Winterpause der Saison 2016/17 fünfmal in der höchsten ukrainischen Spielklasse zum Einsatz. Im Januar 2017 wechselte Kalinin nach Russland zum Zweitligisten Wolgar Astrachan. In Astrachan kam er bis Saisonende zu elf Einsätzen in der Perwenstwo FNL. In der Saison 2017/18 spielte er bis zur Winterpause 24 Mal in der zweithöchsten russischen Spielklasse. Im Februar 2018 wechselte der Außenverteidiger zum Erstligisten FK Krasnodar. Bis zum Ende der Spielzeit absolvierte er zwei Partien in der Premjer-Liga. Im August 2018 wurde sein Vertrag in Krasnodar wieder aufgelöst.
Daraufhin schloss er sich im September 2018 dem Ligakonkurrenten Rubin Kasan an. In der Saison 2018/19 absolvierte er für die Tataren sechs Partien in der Premjer-Liga, in denen er ein Tor erzielte. Zur Saison 2019/20 wechselte er innerhalb der Liga zum FK Dynamo Moskau. Für Dynamo kam er allerdings nie in der Liga zum Einsatz. Im Februar 2020 wurde er bis Saisonende an Ural Jekaterinburg verliehen. Bis Saisonende absolvierte er sechs Partien in der Premjer-Liga. Im Juli 2020 wurde die Leihe um eine weitere Spielzeit verlängert. In der Saison 2020/21 kam er zu 22 Einsätzen in Jekaterinburg.
Zur Saison 2021/22 wurde er von Ural fest verpflichtet, allerdings wurde er kurz darauf vom Ligakonkurrenten FK Rostow abgekauft. Für Rostow kam er in jener Spielzeit zu 15 Einsätzen in der Premjer-Liga. Im September 2022 wurde er innerhalb der Liga an den FK Fakel Woronesch verliehen.

### Nationalmannschaft
Kalinin spielte 2013 für die ukrainische U-18-Auswahl.

## Persönliches
Der in Kertsch auf der Krim geborene Kalinin erhielt nach der Annexion der Krim 2014 durch Russland einen russischen Pass.